# Ноусли
Ноусли (англ. Knowsley) — метрополитенский район (боро) в церемониальном графстве Мерсисайд в Англии. Административный центр — город Хайтон.

## География
Район расположен в центральной части графства Мерсисайд, граничит на севере с графством Ланкашир, на юге — с графством Чешир.

## Состав
В состав района входят 4 города:
- Керби
- Прескот
- Хайтон
- Хейлвуд

и 4 общины (англ. Civil parish): 
- Кронтон
- Ноусли
- Тарбок
- Уистон